# Seskarö (plaats)
Seskarö (Fins:Seittenkari) is een dorp binnen de Zweedse gemeente Haparanda. Het dorp ligt op het gelijknamige eiland. Seskarö is een seizoensstad met veel toerisme, aangezien het enige stranden heeft aan de Botnische Golf. De geschiedenis van bewoning gaat terug tot ongeveer 1540.
Seskarö is bekend vanwege een oproer in 1917, toen er hongersnood heerste op het eiland.